# Szendrey Ákos
Szendrey Ákos Zsigmond (Kolozsvár, 1902. december 7. – Budapest, 1965. november 20.) a történettudományok kandidátusa (1962), egyetemi magántanár, a Néprajzi Múzeum nyugalmazott főigazgató-helyettese, a Magyar Néprajzi Társaság volt elnöke, a Szocialista Munkáért Érdemérem (1963) tulajdonosa.
Etnográfus, folklorista, történész.

## Életpályája
Diplomáciai pályára készült. A Pázmány Péter Tudományegyetem közgazdaságtudományi karán tanult; 1928-ban jogi doktori címet szerzett. 1927–1930 között a Magyar Nemzeti Múzeum Régészeti, majd 1930–1947 között a Néprajzi Osztályának munkatársa volt. 1947-től Néprajzi Múzeum főigazgató-helyettese volt. 1947-ben a Pázmány Péter Tudományegyetem Bölcsészettudományi Karán magántanári képesítést szerzett. 1963-ban az Ethnológiai Adattár osztályvezetőjeként nyugdíjba vonult.
Elsősorban a magyar néphit és népszokások kutatójaként vált külföldön is ismertté. 300 tudományos és népszerű tanulmánya jelent meg e tárgykörben.

## Családja
Szülei Szendrey Zsigmond (1879–1943) etnográfus és Stoff Mária voltak. 1940. június 22-én, Budapesten házasságot kötött Farkas Mária Margittal.
Sírja a Farkasréti temetőben található (604-228. templomi fülke).

## Művei
- Az ősmagyar temetkezés (Ethnographia, XXXIX., 1928, 12-26)
- A közigazgatás népi szervei (Népünk és Nyelvünk, I., 1929, 23-38., 92-101)
- Menyasszony-kontyolás (1931, 211-217., 263-274)
- A magyar nemzetségi szervezet emlékei (Ethnographia, XLVII., 1936, 269-280)
- Népi büntetőszokások (Budapest, 1936)
- A társadalmi érintkezés formái (1937, 372-385)
- A sirató (Szeged, 1937)
- A népi élet társasösszejövetelei (1938, 124-148)
- A népi társasmunkák és összejövetelek (Budapest, 1939)
- Pusztafalusi néphagyományok (Néprajzi Értesítő, XXXI. 1939, 156-170)
- Részletek a készülő magyar babonaszótárból (Szendrey Zsigmonddal; Ethnographia, LL, 1940, 321-336)
- A magyar nép jelnyelve (Budapest, 1941)
- A halott lakodalma (1941, 44-53)
- A magyar néphit kutatása (Budapest, 1948)
- Hexe, Hexendruck (Acta Ethnographia, IV, 1955, 129-169)
- Lakodalmi szokások gyűjtése (Budapest, 1956)
- Die Vorbereitung der Hochzeit und der Abschluss des Ehevertrage bei den Ungarn (Budapest, 1958)
- A napforduló és a mágikus állatvédés összekapcsolásának kérdése (Ethnographia, LXX., 1959, 313-343)

## Díjai
- Szocialista Munkáért Érdemérem (1963)[8]